# هدف (فیلم ۱۹۸۵)
هدف (به انگلیسی: Target) یک فیلم سینمایی آمریکایی در ژانر فیلم مهیج و فیلم معمایی محصول سال ۱۹۸۵ میلادی به کارگردانی آرتور پن و با بازیگری مت دیلون و جین هکمن همراه است.

## داستان
کریس لوید (مت دیلون) هیچ‌وقت با شیوه کار کردن پدرش والتر (جین هکمن) کنار نمی‌آید. او فکر می‌کند پدرش می‌ترسد روش‌های جدیدی را امتحان کند و همیشه کارها را از راه خسته کننده انجام می‌دهد. اما وقتی مادرش در اروپا دزدیده می‌شود اون دست و پای خودش را گم می‌کند و پدرش، والتر توانایی‌های خودش را در نجات همسرش نشان می‌دهد …